# Барбора Сіманова
Барбора Сіманова (чеськ. Barbora Seemanová, 1 квітня 2000) — чеська плавчиня.
Учасниця Олімпійських Ігор 2016 року.
Чемпіонка Європи з водних видів спорту 2020 року.